# Antiche danze ed arie
Antiche danze ed arie per liuto (italienisch für: „Alte Tänze und Weisen für Laute“) ist der Titel einer Reihe von Orchestersuiten des italienischen Komponisten Ottorino Respighi. In dem neoklassizistischen Werk greift der Komponist auf Übertragungen von Lauten- und Gitarrentabulaturen des 16. und 17. Jahrhunderts zurück, die der italienische Musikwissenschaftler Oscar Chilesotti (1848–1916) ediert hatte, und arrangierte sie für modernes Instrumentarium. Der Untertitel des Werkes lautet Trascrizione libera per orchestra (freie Transkriptionen für Orchester).

## 1. Suite (1917)
1. Balletto detto „Il Conte Orlando“ (Simone Molinaro, 1599)
2. Gagliarda (Vincenzo Galilei, um 1550)
3. Villanella (anonymes Lautenbuch, Ende des 16. Jahrhunderts: Nr. 50)[1]
4. Passo mezzo e mascherada[2] (anonymes Lautenbuch, Ende des 16. Jahrhunderts: Nr. 38 und 43)[3]

Orchesterbesetzung: 2 Flöten, 2 Oboen, Englischhorn, 2 Fagotte, 2 Hörner, Trompete, Harfe, Cembalo, Streicher
Die Uraufführung im Dezember 1917 durch das Orchestra dell’Accademia Nazionale di Santa Cecilia leitete Bernardino Molinari im Teatro Augusteo in Rom.

## 2. Suite (1923)
1. „Laura soave“, balletto con gagliarda, saltarello e canario (Fabritio Caroso, 1581)
2. Danza rustica (Jean-Baptiste Besard, 1617)
3. Campanae parisienses & aria (Marin Mersenne zugeschrieben, 17. Jahrhundert)
4. Bergamasca (Bernardo Gianoncelli genannt Bernardello, 1650)

Orchesterbesetzung: 3 Flöten, Piccolo, 2 Oboen, 2 Klarinetten, Englischhorn, 2 Fagotte, 3 Hörner, 2 Trompeten, 3 Posaunen, Pauken, Harfe, Celesta, Cembalo vierhändig, Streicher
Die 2. Suite wurde am 7. März 1924 vom Cincinnati Symphony Orchestra unter der Leitung von Fritz Reiner in der Music Hall von Cincinnati uraufgeführt.

## 3. Suite (1931)
1. Italiana (anonymes Lautenbuch, Ende des 16. Jahrhunderts: Nr. 60–61)[1]
2. Arie di corte (Jean-Baptiste Besard, 17. Jahrhundert)
3. Siciliana (anonymes Lautenbuch, Ende des 16. Jahrhunderts: Nr. 64)[1]
4. Passacaglia (Ludovico Roncalli, aus der 9. Suite in: Capricci armonici sopra la chitarra spagnola, Bergamo 1692)[4]

Orchesterbesetzung: Streichorchester, auch für Streichquartett möglich
Die 3. Suite wurde im Januar 1932 unter der Leitung des Komponisten im Conservatorio Giuseppe Verdi in Mailand uraufgeführt.
Elsa Respighi schuf 1937 eine Ballettfassung der 3. Suite.